# 工藤美知尋
工藤 美知尋（くどう みちひろ、1947年4月29日 - ）は、日本の政治学者（日本外交史・国際関係論専攻）。前日本ウェルネススポーツ大学スポーツプロモーション学部教授。

## 人物
1947年、山形県長井市生まれ。1970年、日本大学法学部卒業。1972年、日本大学大学院法学研究科政治学専攻修士課程修了。1972年-1974年、ウィーン大学（オーストリア）に留学。東海大学大学院政治学研究科博士課程満期退学。1985年、博士論文『日本海軍・太平洋戦争開戦原因論』（学位授与番号：甲第６３号）により東海大学から政治学博士号を取得。日本大学大学院修士課程では戦前に京都学派の哲学者だった元京都帝国大学教授・高山岩男、東海大学大学院博士課程では日本国際政治学会第三代理事長を務めた田中直吉が指導教授であった。大学院在学中は外務大学院省外交史料館、防衛庁戦史室所蔵の一次史料を駆使した実証研究に加え、元海軍少将（海軍省教育局長）・高木惣吉、元海軍大佐（海上護衛総司令部参謀・連合艦隊参謀）・大井篤、元海軍大佐（大本営海軍部参謀）・中山定義（戦後、海上幕僚長）、元海軍大佐（米内光政首相秘書官）・実松譲、元海軍少将（大本営海軍部戦備長）・高田利種、元海軍中将（海軍省軍務局長）・保科善四郎、元陸軍大佐（阿南惟幾陸相秘書官）・林三郎など、旧陸海軍軍人へのインタビューを行った。日本大学法学部助手、同専任講師を経て、1992年に社会人入試・大学院入試のための予備校である青山IGC学院を創設し、27年間にわたって小論文を指導した。特に大学院入試に関する多くの著作を手がけた。2012年から2025年まで日本ウェルネススポーツ大学教授（政治学講座、文章表現講座担当）を務めた。硬式テニス、能楽、書画を趣味とし、観世流能楽師師範の資格を持つ。

## 著作
- 『日本海軍と太平洋戦争』（上・下）、南窓社、1982年
- 『日ソ中立条約の研究』、南窓社、1985年
- 『外交史概説』（北津栄一との共著）、北樹出版、1985年
- 『東条英機暗殺計画─「高木惣吉資料」にみる日本海軍の終戦工作─』、PHP研究所、1986年
- 『稜線 劇物語 山本五十六』、光人社、1990年
- 『残照 劇物語 井上成美』、光人社、1990年
- 『孤独 劇物語 裕仁天皇』、光人社、1991年
- 『社会人入試の小論文の書き方』、三修社、1999年
- 『六〇歳からの挑戦─生涯学習の実践者たち─』、木精舎、2004年
- 『日本海軍の歴史がよくわかる本─その誕生から終焉まで─』、PHP研究所、2007年
- 『東条英機暗殺計画─海軍少将高木惣吉の終戦工作─』、光人社、2010年
- 『日ソ中立条約の虚構─終戦工作の再検証─』、芙蓉書房出版、2011年
- 『海軍大将加藤友三郎と軍縮時代─米国を敵とした日露戦争後の日本海軍─』、光人社、2011年
- 『海軍良識派の研究─日本海軍のリーダーたち─』光人社、2011年
- 『海軍良識派の支柱山梨勝之進─忘れられた提督の生涯─』、芙蓉書房出版、2013年
- 『大学院に合格できる！研究計画書書き方実践講座』、ダイヤモンド社、2014年
- 『高松宮と終戦工作─和平を希求した宣仁親王の太平洋戦争─』、潮書房光人社、2014年
- 『山本五十六の真実─連合艦隊司令長官の苦悩─』、潮書房光人社、2015年
- 『軍医大尉桑島恕一の悲劇 ─われ上海刑場の露となりしか─』、潮書房光人社、2016年
- 『小論文の書き方と模範文例 ─日本語表現の要点を学ぶ─』、愛智出版、2017年
- 『特高に奪われた青春 ─エスペランティスト斎藤秀一の悲劇─』、芙蓉書房出版、2017年
- 『海軍大将井上成美』、潮書房光人新社、2018年
- 『戦犯ある軍医の悲劇 ─ 冤罪で刑場に散った桑島恕一の真実─』、潮書房光人新社、2020年
- 『苦悩する昭和天皇─太平洋戦争の実相と「昭和天皇実録」─』、芙蓉書房出版、2020年
- 『終戦の軍師　高木惣吉海軍少将伝』、芙蓉書房出版、2021年
- 『米沢海軍　その人脈と消長』、芙蓉書房出版、2022年
- 『大学院受験のための小論文の書き方─理論と実践─』、晶文社、2023年